# 語源刑事
『語源刑事』（ごげんでか）は、語源をテーマにしたテレビ番組である。
2006年8月11日から2007年3月30日までテレビ東京系列で金曜日26:30〜26:45にレギュラー放送。その後、2007年9月16日26:40〜27:10に「語源刑事2007リターンズ」として単発放送。

## 番組概要
- OP(登場人物紹介、番組趣旨説明)
- 事件
- ごげんのかわ
- 語源刑事の推理（三択が出される）
- CM後、死体役アイドルのPR時間をかけたクイズ
- CM後、三択を選んで語源刑事の推理（語源刑事は必ずミスリードを行う）
- 先生に正解か尋ね、先生が正しい答えを語源刑事に教える。
- ワンセグ、ケータイサイトへのアクセス方法
- 死体役アイドルのPRタイム（時間はクイズの得点秒）
- クレジット

## 特徴
- 語源刑事は飽くまで語源しか教えてくれず、事件の真相はワンセグ、ケータイサイトでしかわからない。
- ごげんのかわは一級河川であり、時空を超え語源の源に繋がっている。
- ワンセグのデータ放送に事件のヒントがある。画面は横ではなく縦で使う。
- 毎回死体役のアイドルが語源刑事に対してツッコミを入れるために一時的に生き返る。
- ツッコミを入れられた語源刑事は過去の経験を思い出して一言外国語を呟く。

## 語源
- No.001　-接吻
- No.002　-夜なべ（1話・2話）
- No.003　-ブラジャー
- No.004　-演歌
- No.005　-ストッキング
- No.006　-ミイラ
- No.007　-レストラン
- No.008　-バスト
- No.009　-玉の輿
- No.010　-ギャグ
- No.011　-やばい
- No.012　-嫁ぐ
- No.013　-丁寧
- No.014　-ニューハーフ
- No.015　-ぐれる
- No.016　-ソムリエ
- No.017　-あばよ
- No.018　-もんじゃ焼き
- No.019　-ネグリジェ
- No.020　-イライラ
- No.021　-ビキニ
- No.022　-モンブラン
- No.023　-学ラン
- No.024　-超ド級
- No.025　-たまげる
- No.026　-ホットドッグ
- No.027　-絶倫
- No.028　-カラオケ
- No.029　-レオタード
- No.030　-泥酔
- No.031　-コックピット
- No.032　-パフェ
- リターンズ　-完璧

## 出演者
- 語源刑事・本名 語源小吉（酒井敏也）-　ダイイングメッセージの語源から殺人事件の真意に迫る刑事
- つゆたろう（亀）-　事件のヒントを探すエリート亀
- 先生（近藤泰弘）-　語源刑事に正しい語源を教える先生
- ナレーター - 深見梨加
- 筆跡心理鑑定　-　ジュリアン有生
- 死体-事件によって殺されてしまった美女（毎回ゲストのアイドルが演じる。）

### 美少女
- No.001　-　海川ひとみ
- No.002　-　浅木一華
- No.003　-　高木梓
- No.004　-　原幹恵
- No.005　-　いとうあこ
- No.006　-　北川弘美
- No.007　-　MARI
- No.008　-　福永ちな
- No.009　-　滝ありさ
- No.010　-　高部あい

## スタッフ
- ディレクター：三日市篤史
- 撮影：川崎昭
- 照明：出口勉 (ザ・ホライズン)
- VE：武田健文
- 音声：飯塚幸子
- タイトル：藤本賢吾
- 衣装：加藤みゆき
- ヘアメイク：斎藤有希子
- 編集：渡辺正史
- MI：船木優
- 音声編集：梅津承子
- 構成：小早川すすむ
- 監修：近藤泰弘
- 協力：ビデオスタッフ
- プロデューサー：長田隆（テレビ東京）、渡辺貴（テレビ東京）、小林みつこ、加藤義人
- 製作：テレビマンユニオン、テレビ東京